# Mole
Mole (tudi Molè) je priimek v Sloveniji in tujini. Po podatkih Statističnega urada Republike Slovenije je na dan 1. januarja 2010 v Slovenjiji uporabljalo ta priimek 154 oseb.

## Znani slovenski nosilci priimka
- Ela Mole (r. Brumer) (1890—1975), umetnostna zgodovinarka, pianistka; prevajalka v poljščino
- Izidor Mole (1927—1998), slikar in restavrator
- Marijan Mole (1924—1963), zgodovinar religij, strokovnjak za Perzijo
- Nikolaj Mole (*1962), strojnik, mehanik
- Rudolf Molè (1883—1969), slavist, prevajalec, filolog in pedagog
- Vojeslav Mole (1886—1973), umetnostni zgodovinar, arheolog in pesnik

## Znani tuji nosilci priimka
- Gerard Herbert Leo Mole (1897—1944), britanski general
- Louis Mathieu Molè (1781—1855), francoski politik